# Гранична корисність
Грани́чна кори́сність (англ. Marginal utility) — додаткова корисність, яку отримує споживач із додаткової одиниці товару або послуги, яку буде втрачено у випадку відмови від цієї одиниці.
Цей напрям економічної теорії виник у останній третині 19-го століття внаслідок спроб економістів пояснити механізми утворення ціни. Найвідомішими його представниками були К. Менгер,  В. Джевонс, А. Маршалл, Ф. Візер, Е. Бем-Баверк, Д. Кларк. Головна ідея даного підходу полягає в тому, що зведення вартості до витрат (самої праці чи праці, землі, капіталу) є неприйнятною, тому що не дає змоги врахувати корисність товару. Вартість, на їхню думку, визначається суб'єктивною граничною корисністю останньої реальної одиниці певного блага.
Теорія граничної корисності, також відома як «маржиналізм», яка більш коректно пояснює природу цін, історично прийшла на зміну класичній трудовій (ресурсній) теорії вартості, що спричинило опір деяких економістів, зокрема К. Маркс називав теорію граничної корисноті й збудовану на ній системі висновків, «ненауковою» та «вульгарною». Основоположниками «вульгарної політичної економії» Маркс називав Жана-Батіста Сея та Томаса Мальтуса. Він критикував «вульгарних економістів» за відхід від трудової теорії вартості і приховування експлуататорської суті відносин між найманими робітниками і капіталістами. Саме додавання теорії граничної корисності до здобутків класичної економічної теорії спричинило появу неокласичної економічної школи.
За Альфредом Маршаллом, термін «гранична корисність» належить Австрійському економісту Фрідріху фон Візеру, і є перекладом терміна нім. “Grenznutzen” (граничне використання).

## Історія виникнення концепції

### Саламанкська школа
Історично-першим задокументованим описом основ теорії граничної корисності є роботи іспанських та португальських богословів XVI ст. Саламанкської школи. Саме вони сформулювали принцип суб'єктивної корисності.
Англійська історикиня економічної думки Марджорі Грайс-Хатчінсон, учениця й послідовниця Фрідріха Гаєка, опублікувала безліч статей і монографій по школі Саламанки.
Економічна думка саламанкської школи багато в чому аналогічна думці Австрійської школи економіки. Мюррей Ротбард називав їх «прото-австрійцями».

### Етьєн Бонно де Кондільяк
Французький абат, філософ, психолог, економіст Етьєн Бонно де Кондільяк (1715–1780) у роботі «Торгівля та уряд, розглянуті у їх взаємному співвідношенні» (1776) при аналізі змісту поняття вартості (цінності) наполягає на її суб'єктивному характері.

### Сучасна теорія граничної корисності
Сучасна теорія граничної корисності в економіці сформулася наприкінці XIX ст. завдяки працям Германа Госсена (1854), Карла Менгера (1871), Вільяма Джевонса (1871), Леона Вальраса (1874),

#### Закони Ґоссена
Прусський економіст Герман Ґоссен (1810—1858) сформулював два закони, які описуються поведінку споживача у концепції граничної корисності:
1. Гранична корисність товару знижується по мірі того, як його споживач насичується благом.
2. Споживач прагне до рівності граничної корисності товарів, які він купує. Тобто людина робить вибір між благами таким чином, щоб співвідношення ціни і граничної корисності усіх товарів у його кошику було однаковим.

#### Австрійська школа
Ідею граничної корисності розробив засновник Австрійської школи економіки та неокласичної економіки Карл Менгер у роботі «Принципи економічної науки» (1871). Виходячи з того, що «цінність суб'єктивна не лише за своєю сутністю, але і за своєю мірою», Карл Менґер визначав останню через «кінцеву інтенсивність» — ту найменшу корисність, яку має остання одиниця запасу певного блага. Водночас граничну корисність вчений узалежнював від двох факторів:
- інтенсивності індивідуальної потреби, її нагальності;
- рідкісності блага, яка визначається його існуючим запасом.

Розвиваючи свої економічні міркування, вчений доводив, що при визначенні цінності благ необхідно брати за основу конкретні потреби конкретної людини. Згідно з цим положенням К. Менгер побудував шкалу корисностей на основі ранжування благ за їх цінністю для споживача. При цьому він не намагався кількісно виміряти граничну корисність і суб'єктивну цінність, вважаючи можливим визначення лише порядку розташування потреб за принципом «від більшого до меншого» (ординалістський підхід).
Побудована австрійським дослідником шкала корисностей, яка відобразила систему потреб конкретного споживача та міру їх задоволення, отримала назву «таблиці Менгера».
Карл Менгер не використовував термін «гранична корисність», який до наукового обігу увів його учень Фрідріх фон Візер, а пояснював його суть фразою: «значення, якого конкретні блага або їх кількість набувають для нас через усвідомлення того факту, що від нашого розпорядження ними залежить задоволення наших бажань».

## Ілюстрація принципу граничної корисності
У фермера є п'ять мішків зерна.
Перший мішок призначений для порятунку від голоду.
Другий - для ситості.
Третій - для відгодівлі курей.
Четвертий - для пивоваріння.
П'ятий - для годування улюбленого папуги.